# Acetate Zero
 (mars 2011).
 (juillet 2014).
Acetate Zero est un groupe de musique formé en 1997 à Paris.

## Concept
Le concept du groupe est basé sur l'idée d'enregistrer des morceaux instinctivement et simplement, en faisant se croiser des lignes de guitares sans pour autant négliger l'apport d'éléments électroniques.

## Carrière
Au départ, fin 1996, F & S enregistraient des boucles et tentaient de sonner comme les Disco Inferno reprenant Dead C. E est arrivée et Acetate zero enregistre son premier 7" sur Orgasm en 1998.
En 1999 le groupe réalise Softcore paradise, 1er album édité à 200 exemplaire toujours sur Orgasm, et qui sera repressé par le label californien Drumkid (initialement prévu sur Slumberland) en 2003.
Après trois singles, Acetate zero sort son deuxième album Ground altitude en 2002 sur Arbouse Recordings. Fin 2004, sort le 3e album, Crestfallen, toujours sur Arbouse.
Les concerts sont rares, une vingtaine de dates jusqu'à leur séparation. Acetate Zero a joué avec Album Leaf, Encre, The New Year, Empress, a participé au festival MO'FO #4, et effectué une tournée avec Rothko.
Un album live pressé à 250 exemplaires est sorti fin 2006. Il est composé de douze titres enregistrés dans divers show à Paris entre 2001 et 2006 et de quatre titres inédits issus des sessions de Crestfallen.
Début 2008, avec l'album Civilize the satanists, plus éclectique dans son instrumentation et plus abouti, Acetate Zero revient à des morceaux plus pop. Précédé par un lathe cut, qui en extrait 4 morceaux, il est suivi d'une mini tournée au printemps. À la fin de cette année-là, le groupe commence l'enregistrement de Hesitation Blues, sorti mai 2009.
En Mars 2011, paraît le double album vinyle Le réglage précis du zéro, dernier album en date.
À la suite du départ d'un des fondateurs, Fabrice Neybecker, le groupe se sépare en septembre 2011.[Quand ?].
De cette fin naîtront deux nouvelles formations, l'une menée par Stéphane Recrosio sous le nom d'Astatine et de l'autre French Leisure avec Elsa Diot, Laurent Box et Gaël Quintric.

## Personnel
Le groupe Acetate Zero est formé par:
- Elsa Diot (voice, gtr, bass, piano) [5]
- Fabrice Neybecker (gtr, voice)
- Laurent Box (drums, bass, gtr)
- Stéphane Recrosio (gtr, bass, voice)
- Gaël Quintric (gtr, horns, bass, drums)

Ont participé (enregistrement et concerts):
- Eric Diot (drums, gtr, flute)
- Joël Galinski (drums, bass, gtr)

## Discographie

### LP et EP
- 1998 The sad beautiful quintessence
- 1999 Softcore paradise
- 2000 Diabolus in musica
- 2001 Pieces in trouble
- 2002 Northland tragedy
- 2002 Ground Altitude
- 2003 Softcore paradise
- 2004 Crestfallen
- 2005 Somehow about perfection
- 2006 We Deny This,
- 2007 Lathe Empire, Vinyl 8
- 2008 Civilize the satanists
- 2009 Hesitation blues
- 2011 Le réglage précis du zéro

### Compilation tracks
- 2001 : 1 track (A picture you can't flash) on Bucolique vo 1 cd (Arbouse recordings)
- 2001 : 1 track (I defy anything for anyone) on Performance cd (Intercontinental)
- 2000 : 1 track (Metropolitan fatal dawn) on But solid cd (See through)
- 1998 : 2 tracks (Tokyo Montana express/ The definition of fall) on Prosaical Lp (Spasm20- Orgasm)
- 1997 : 3 tracks (Tokyo Montana express 1st version/ Debris/ Bang!) on Wishful thinking sucks tape (Spasm12 - Orgasm)